# Wieland Gruppe
Wieland Gruppe — немецкая металлургическая группа компаний, специализирующаяся на медном прокате и изделиях из меди и сплавов. Штаб-квартира расположена в Ульме (Баден-Вюртемберг).

## История
Компанию основал Филипп Якоб Виланд в 1820 году, когда он возглавил предприятие своего дяди по литью колоколов в Ульме. В 1828 году было начато производство медного проката. В 1841 году в расположенном рядом Херрлингене был открыт второй завод. В 1865 году был куплен завод в Фёрингене, позже ставший крупнейшим предприятием группы.
В 1919 году семейный бизнес Wieland был преобразован в акционерное общество. В 1931 году была поглощена компания Messingwerk Schwarzwald; она была основана в 1911 году и специализировалась на латунных полосах для часовой промышленности Шварцвальда. В 1950-х годах началось развитие международной сети торговых представительств. В 1980 году был открыт центр резки проката в Уиллинге (штат Иллинойс, пригород Чикаго); в 1987 году он был дополнен прокатным цехом. Также в 1987 году был поглощён немецкий производитель медного проката Langenberg Kupfer- und Messingwerke. В 1988 году была куплена британская компания B. Mason & Sons; она была основана в 1852 году и базировалась в Бирмингеме. В 1989 году был куплен центр по резке проката в Великобритании, затем такие центры были открыты в Испании в 1990 году и в Сингапуре в 1991 году. В 1999 году была приобретена австрийская компания Austria Buntmetall с двумя заводами по производству проката.
В 2005 году была куплена датская компания по обработке и торговле медным прокатом Manner Metal. В 2010 году был куплен американский филиал японской металлургической группы Kobe Steel. В 2015 году в состав группы вошла компания по переработке медного лома Metallschmelzwerk Ulm. В 2017 году была куплена американская компания Wolverine Tube, у которой было 8 заводов в США и 5 в других странах (Канада, КНР, Мексика и Португалия). В 2019 году за 1,1 млрд евро была поглощена американская компания Global Brass & Copper. В июле 2023 года было завершено поглощение компании Small Tube Products; она базировалась в Пенсильвании и выпускала тонкие трубки из цветных металлов. В августе 2024 года у Aurubis был куплен завод по производству медного проката в Буффало (штат Нью-Йорк).

## Деятельность
Предприятия Wieland Gruppe производят продукцию из меди и медных сплавов (латунь и бронза), включая пластины, листы, трубы, прутки и проволоку, а также специальные изделия, такие как подшипники скольжения, оребрённые трубы и теплообменники.
По состоянию на 2024 год в группе работало 10,5 тыс. человек, из них в Европе — 6,2 тыс., в Северной Америке — 3,9 тыс., в Азии — 0,4 тыс..
Основные предприятия:
- Wieland-Werke (Ульм, Германия);
- Wieland-Werke (Фёринген, Германия);
- Wieland-Werke (Филлинген, Германия);
- Wieland-Werke (Лангенберг, Германия);
- Schwermetall Halbzeugwerk (Штольберг, Германия);
- Wieland Recycling (Ульм, Германия);
- Wieland Austria (Амштеттен, Австрия);
- Wieland Austria (Энцесфельд, Австрия);
- Wieland Metals (Бирмингем, Великобритания);
- Wieland Copper Products (Пайн-Холл, Северная Каролина, США);
- Wieland Chase (Монтпилиер, Вермонт, США);
- Wieland Rolled Products North America (Уилинг, Иллинойс, США);
- Wieland Thermal Solutions (Уилинг, Иллинойс, США);
- Wieland Rolled Products North America (Ист-Олтон, Иллинойс, США);
- Wieland Rolled Products North America (Уотербери, Коннектикут, США);
- Wieland Concast (Марс, Пенсильвания, США);
- Wieland Concast (Уэйкман, Огайо, США);
- Wieland Small Tube Products (Данкансвилл, Пенсильвания, США);
- Wieland Metals (Сингапур);
- Wieland Thermal Solutions (Шанхай, КНР).